# Renato Balestrero
Pietro Ghersi (ur. 27 lipca 1898 w Lukce, zm. 18 lutego 1948 w Mediolanie) – włoski kierowca wyścigowy.

## Kariera
W swojej karierze wyścigowej Balestrero poświęcił się startom w wyścigach Grand Prix oraz w wyścigach samochodów sportowych. W 1925 roku odniósł zwycięstwo w Grand Prix Trypolisu, a dwa lata później był drugi we włoskim wyścigu Mille Miglia. W latach 1931, 1935, 1937–1938 Włoch był klasyfikowany w Mistrzostwach Europy AIACR. W pierwszym sezonie startów, z dorobkiem dwudziestu punktów, uplasował się na 25 pozycji w klasyfikacji generalnej. Cztery lata później uzbierał łącznie 35 punktów. Dało mu to osiemnaste miejsce w końcowej klasyfikacji kierowców. Kontynuował starty w 1937 roku. Tym razem był 33. W kolejnym sezonie, z dorobkiem 28 punktów, zakończył sezon na czternastym miejscu.
W 1926 roku Włoch uplasował się na siódmej pozycji w klasie 2 24-godzinnego wyścigu Le Mans, a w klasyfikacji generalnej był 21.